# Desa Bojongasih (administrativ by i Indonesien, lat -6,81, long 106,72)
Desa Bojongasih är en administrativ by i Indonesien.   Den ligger i provinsen Jawa Barat, i den västra delen av landet, 70 km söder om huvudstaden Jakarta.